# Западноафриканская соня
Западноафриканская соня (лат. Graphiurus lorraineus) — вид грызунов рода африканские сони семейства соневые. Найден в Камеруне, Демократической Республике Конго, Гане, Гвинее-Бисау, Либерии, Нигерии, Сьерра-Леоне, Танзании и Уганде. Естественная среда обитания — тропические и субтропические влажные низменные леса, влажные саванны и плантации.